# Ферейдун Аббасі
Ферейдун Аббасі́ (Ферейдун Аббасі-Давані (перс. فریدون عباسی دوانی;‎ 11 липня 1958 — 13 червня 2025) — іранський вчений-ядерник і політик, який очолював Організацію з атомної енергії Ірану з 2011 по 2013 рік. Принципаліст, член іранського парламенту, загинув під час нападу Ізраїлю 13 червня 2025 року.

## Раннє життя та освіта
Аббасі народився в Абадані, Іран, 11 липня 1958 року.  За даними Mashregh News, іранського новинного вебсайту, він мав ступінь доктора філософії з ядерної фізики.
Освіта: Університет імені Шахіда Бехешті.
Місце роботи: Організація Об'єднаних Націй, Університет імені Імама Хусейна.
Займані посади: Vice President as Head of Atomic Energy Organization of Iran з 2011 по 2013 рік.

## Санкції ООН
Аббасі був «внесений у додаток до Резолюції Ради Безпеки ООН 1747 від 24 березня 2007 року як особа, причетна до ядерної діяльності Ірану або діяльності, пов'язаної з балістичними ракетами». Ця резолюція передбачає заморожування активів і вимоги щодо повідомлення про поїздки. Аббасі був вказаний  як «старший науковець Міністерства оборони та матеріально-технічного забезпечення збройних сил (MODAFL), пов'язаний з Інститутом прикладної фізики, який тісно співпрацює з Махабаді"  (також внесеного до санкції ООН).

## Замах на вбивство
29 листопада 2010 року Аббасі був поранений і ледве вижив після замаху на вбивство на вулиці Тегерана. Чоловік на мотоциклі прикріпив бомбу до автомобіля Аббасі, коли він їхав на роботу.  Того ж дня внаслідок аналогічного вибуху загинув ще один вчений, Маджида Шахріарі, також викладач Університету Шахіда Бехешті. 

## Смерть
Аббасі вбили 13 червня 2025 року під час ізраїльських ударів по Ірану.